# يان ماكدونالد (سياسي أسترالي، مواليد 1949)
يان ماكدونالد (بالإنجليزية: Ian Macdonald)‏ هو سياسي أسترالي، ولد في 7 مارس 1949. نشط حزبياً في حزب العمال الأسترالي. وقد انتخب عضو المجلس التشريعي نيو ساوث ويلز (19 مارس 1988 – 7 يونيو 2010).